# Avril 1924

## Événements
- 1er avril : 
  - Condamnation d'Adolf Hitler à cinq ans de forteresse, à la suite du putsch de la brasserie.
  - Création de l'Aviation royale du Canada;
  - fondation de la compagnie aérienne britannique Imperial Airways par fusion de plusieurs petites compagnies.
- 6 avril : loi Mârzescu. Interdiction du Parti communiste roumain. Il reste dans l’illégalité jusqu’en 1944.
- 8 avril[1] : Industrial Conciliation Act en Afrique du Sud (1924, 1937, 1956) : lois sur l’emploi des mineurs instituant des quotas et des emplois réservés aux Blancs.
- 18 avril : 
  - la France accepte le Plan Dawes.
  - Le Marquis Pateras-Pescara de Castelluccio, un Argentin, établi le record du monde de distance en hélicoptère avec un vol en ligne droite de 736 mètres à Issy-les-Moulineaux (enregistré par la FAI).
- 27 avril : Targa Florio.
- 28 avril : Gaston Ramon, français, présente le vaccin Antidiphtérique.

## Naissances
- 3 avril : Marlon Brando, acteur américain († 1er juillet 2004).
- 4 avril : Joye Hummel, scénariste américaine († 5 avril 2021).
- 8 avril : Frédéric Back, illustrateur et réalisateur de films († 24 décembre 2013).
- 9 avril : Lucien Outers,  homme politique belge († 2 avril 1993).
- 11 avril : Jean Noël Desmarais, radiologiste, physicien et sénateur († 25 juillet 1995).
- 12 avril : Raymond Barre, homme politique français († 25 août 2007).
- 13 avril : Stanley Donen, réalisateur américain († 21 février 2019).
- 16 avril : Antoine de Vinck, céramiste et sculpteur belge († 13 mai 1992).
- 19 avril : Tatiana Farnese, actrice italienne († 31 janvier 2022).
- 20 avril : Leslie Phillips, acteur britannique († 7 novembre 2022).
- 24 avril :
  - Pierre Adam, coureur cycliste français († 24 septembre 2012).
  - Nora Bustamante Luciani, médecin et historienne vénézuélienne († 9 novembre 2012).
- 27 avril : René Laubiès, peintre français († 13 novembre 2006).
- 28 avril : Kenneth Kaunda, homme d'État zambien. Il est le premier président de la République de Zambie en 1964 († 17 juin 2021).
- 28 avril : Alakbar Taghiyev compositeur azerbaïdjanais († 16 avril 1981).
- 29 avril : Zizi Jeanmaire, danseuse et chanteuse française († 17 juillet 2020).
- 30 avril : Sheldon Harnick, compositeur américain († 23 juin 2023).